# Epigeneza (geologia)
Epigeneza (gr. epí ‘na’, ‘do’; génesis ‘narodzenie’, ‘pochodzenie’) – ogólna nazwa przemian wtórnych zachodzących w skałach już skonsolidowanych (utwardzonych), zlityfikowanych, w przypadku gdy te znalazły się w warunkach odmiennych od warunków ich powstania. W przypadku skały osadowej, epigeneza obejmuje zmiany zachodzące w zestalonej już skale, w warunkach niskich temperatur i ciśnień (niekiedy poprzedzające jej wietrzenie lub dalsze przeobrażenie wskutek działania wielkich ciśnień i wysokiej temperatury w późniejszym metamorfizmie itd.). Natomiast w przypadku skał metamorficznych lub magmowych, epigeneza obejmuje procesy zachodzące w uformowanej już skale, po złagodzeniu warunków ciśnienia i temperatury (np. bliżej powierzchni Ziemi).
Do epigenezy zalicza się między innymi starzenie koloidów, wzrost konkrecji, cementację, przemiany metasomatyczne w minerałach, wypłukiwanie części składników, wypełnianie pustek i okruszcowanie w wyniku wytrącania z krążących roztworów.
Składniki lub procesy epigenetyczne to inaczej wtórne, młodsze niż skała w której są zawarte lub w której zachodzą.

## Rodzaje epigenezy
- progresywna – zachodzi w czasie przemieszczania skały w coraz głębsze strefy Ziemi, stanowi przejście do metamorfizmu
- regresywna – zachodzi w strefach płytkich lub na powierzchni Ziemi, stanowi przejście do zjawisk wietrzenia
- hipogeniczna – pod wpływem wód (porowych, szczelinowych, roztworów) wstępujących (np. podsiąkanie szczelinami).
- supergeniczna – pod wpływem roztworów i wód infiltracyjnych, migrujących w głąb górotworu.